# Pauropus bostonensis
Pauropus bostonensis är en mångfotingart som beskrevs av Paul Auguste Remy 1941. Pauropus bostonensis ingår i släktet grovfåfotingar, och familjen fåfotingar. Inga underarter finns listade i Catalogue of Life.